# Atropates
Atropates (starogreckie Aτρoπάτης, ze staroperskiego Āturpāt „strzeżony przez ogień”) (IV w. p.n.e.) – satrapa Medii za ostatnich Achemenidów i Aleksandra Wielkiego, a po jego śmierci założyciel niezależnego państwa w Medii. Od jego imienia wywodzi się nazwa Azerbejdżanu.
Atropates będąc satrapą Medii w bitwie pod Gaugamelą dowodził wojskami z Medii, Albanii Kaukaskiej oraz Sakasene (część dzisiejszej Armenii). Pozostał wierny Dariuszowi III aż do jego śmierci, po której przybył do obozu Aleksandra. Ten nieco wcześniej mianował satrapą Medii Oxydatesa, jednak nie ufając mu dłużej w roku 328 lub 327 p.n.e. zdymisjonował go, i przywrócił Atropatesa na jego dawne stanowisko. W roku 325 lub 324 p.n.e. Atropates dostarczył Aleksandrowi do Pasargady buntownika Barjaxesa, po którym to wydarzeniu szacunek Aleksandra do niego wzrósł tak bardzo, że wkrótce jego córka została wydana za mąż za jednego z najbliższych towarzyszy króla, Perdikkasa.
Po śmierci Aleksandra jego towarzysze podzieli Medię na dwie prowincje, przy czym Atropatosowi przypadła mniejsza, północnowschodnia część. Odmówił on przyłączenia się do któregokolwiek z diadochów i uczynił ze swojej pomniejszonej satrapii niezależne królestwo. Od tej pory ta część Medii była znana Grekom jako Media Atropatene, albo po prostu Atropatene, stąd średnioperskie Aturpatakan, później Adurbadagan, a w końcu nowoperskie Azerbejdżan. Dynastia założona przez Atropatesa panowała w Atropatene, okresowo podlegając Seleucydom oraz Partom, aż do roku 19 lub 20 n.e., kiedy król Partów Artabanus II osadził na jej tronie swojego syna. Ostatni przedstawiciele dynastii udali się na wygnanie do Rzymu.